# Камерон, Кеннет Доналд
Ке́ннет До́налд Ка́мерон (англ. Kenneth Donald Cameron; род. 1949) — астронавт НАСА. Совершил три космических полёта на шаттлах: STS-37 (1991, «Атлантис»), STS-56 (1993, «Дискавери») и STS-74 (1995, «Атлантис»), полковник КМП США.

## Личные данные и образование

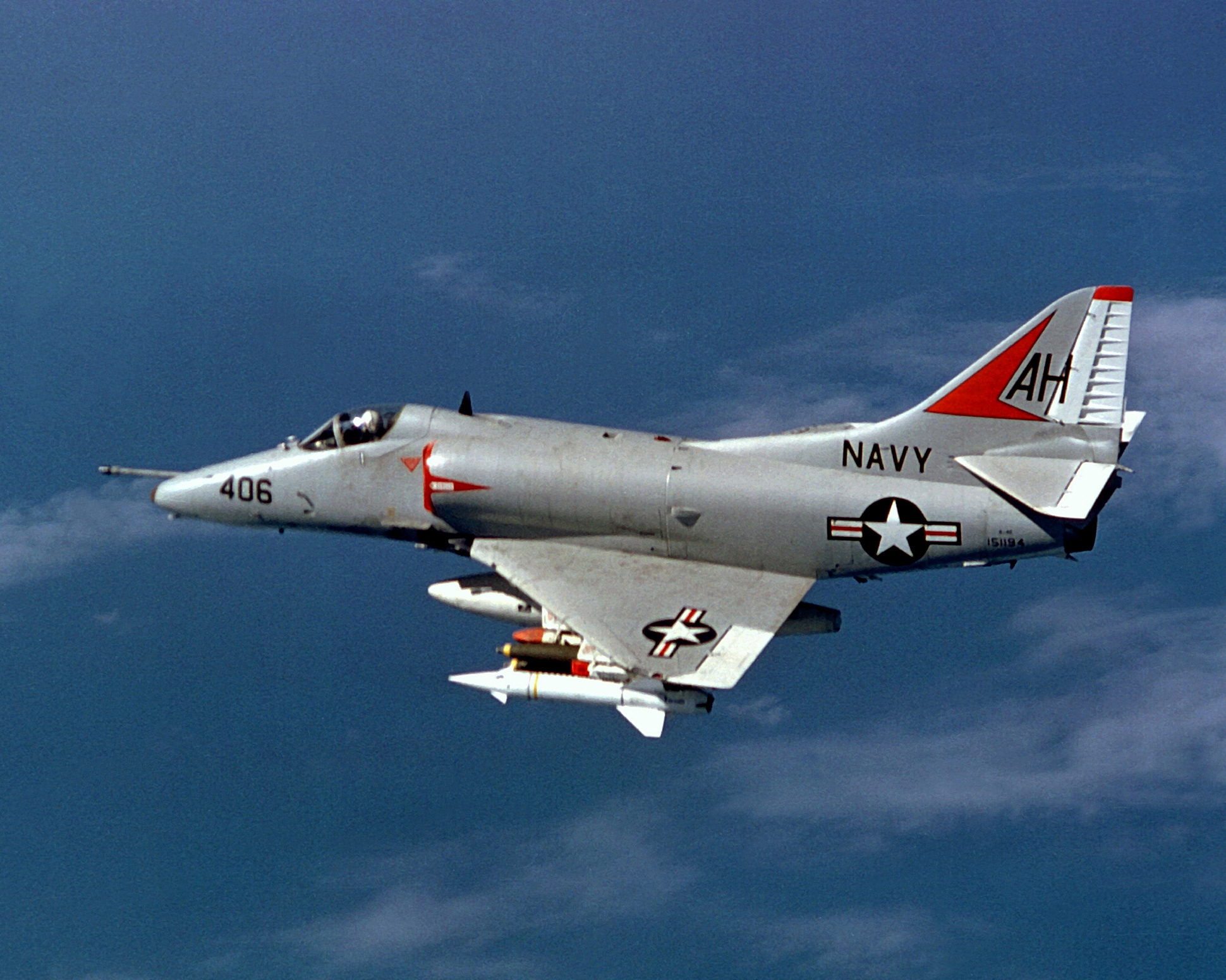
Самолёт А-4 в полёте.

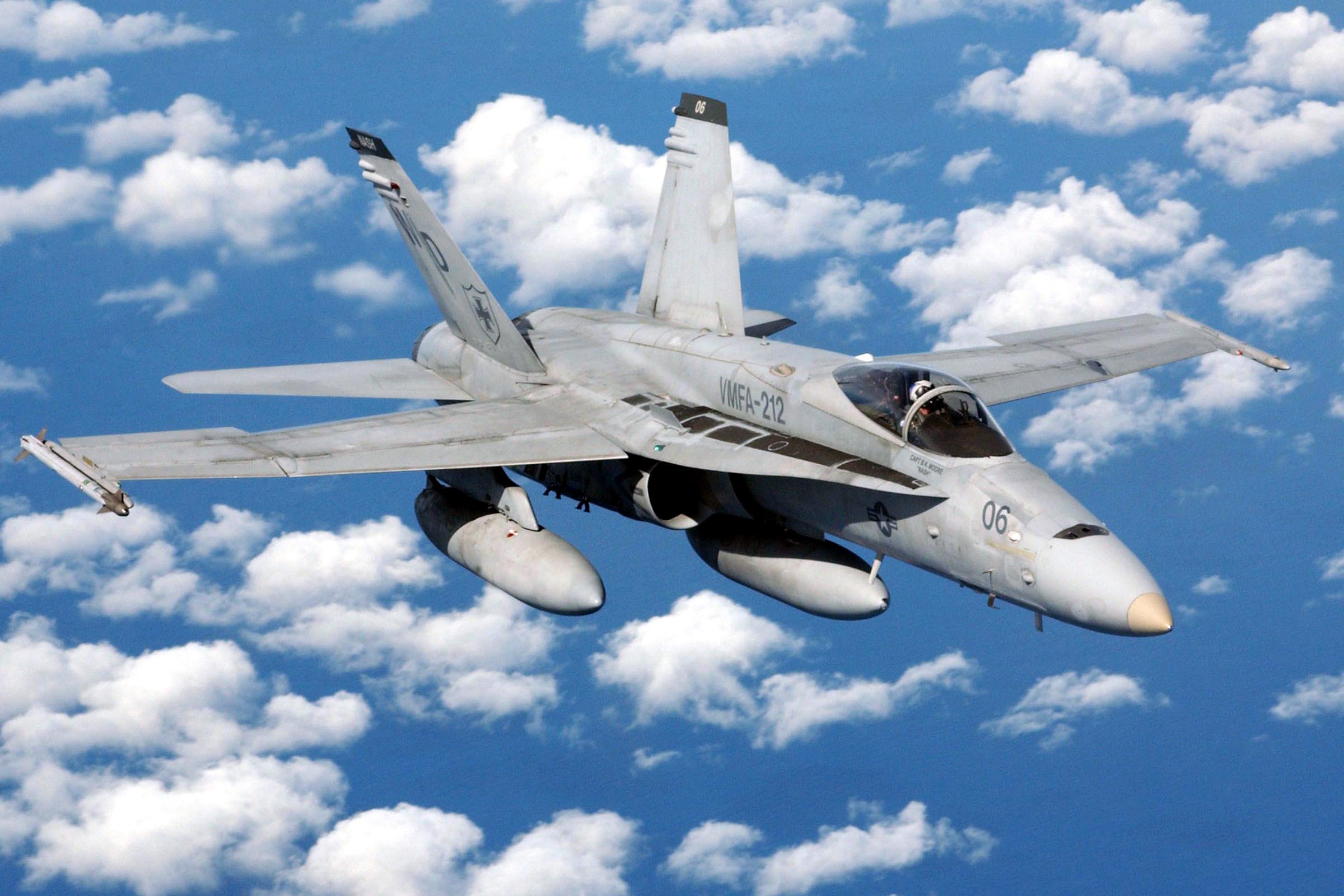
Самолёт F/A-18 Hornet в полёте.

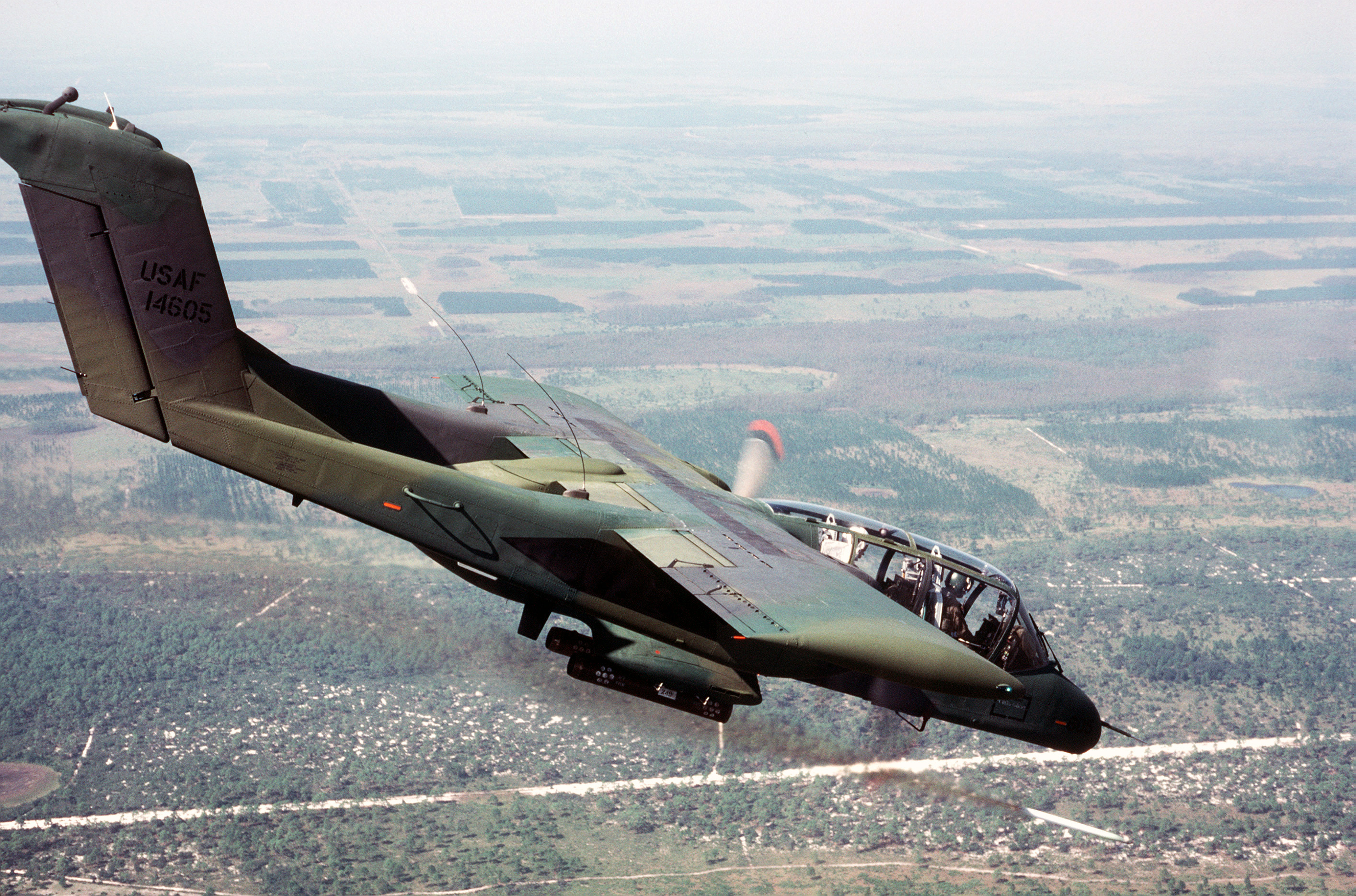
Самолёт OV-10 в полёте.

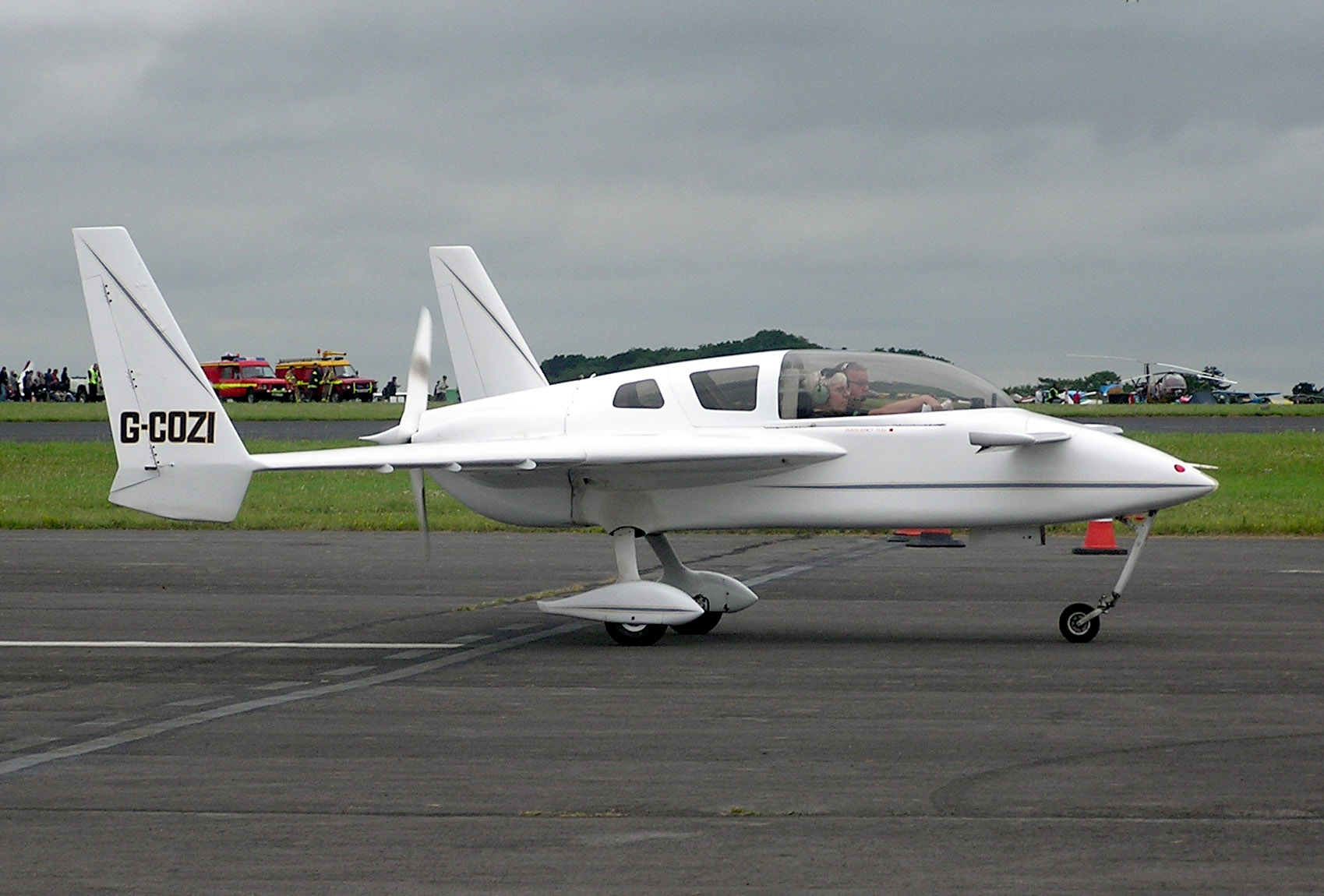
Самолёт Cozy MK IV.

Кеннет Камерон родился 29 ноября 1949 года в городе Кливленд, штат Огайо. Окончил среднюю школу в 1967 году в Рокки-Ривер, в том же штате. Был активным участником движения «Бойскауты Америки». Женат на Мишель Рени Фулфорд, у них два сына. Увлекается: полётами, атлетикой, мотоспортом, стрельбой, чтением. Радиолюбитель с позывным KB5AWP.
В 1978 году, закончив Массачусетский технологический институт, получил степень бакалавра, а в 1979 году, там же, степень магистра, в области аэронавтики и астронавтики. В 2002 году получил степень магистра в области делового администрирования в Университете штата Мичиган.

## До НАСА
Камерон начал службу в Корпусе морской пехоты (КМП) в 1970 году, поступив в Школу начальной подготовки офицеров на авиабазе морской пехоты в Квантико, штат Виргиния. После окончания этой Школы и изучения вьетнамского языка, был переведён во Вьетнам, где в течение одного года служил в качестве командира пехотного взвода, а затем в числе морских охранников в Посольстве США в Сайгоне. По возвращении в США служил на базе морской пехоты в Кэмп-Лежен, в Северной Каролине. Затем, в 1972 году, был переведён на авиабазу Пенсакола, во Флориде, где занимался лётной подготовкой, в 1973 году стал военно-морским лётчиком. Получил назначение на авиабазу «Юма», штат Аризона, летал на самолётах А-4 Skyhawk.
В 1976 году, для продолжения образования, Кэмерон был направлен в Массачусетский технологический институт.
После окончания института, он был направлен на один год на стажировку на авиабазу «Ивакуни», Япония. Впоследствии, в 1980 году, был переведён в Тихоокеанский ракетный Центр, а в 1982 году был направлен в Военно-морскую школу лётчиков на авиабазе в Патаксент-Ривер, в штате Мэриленде. В 1983 году, после окончания Школы, был назначен офицером проекта и лётчиком-испытателем самолётов F/A-18 Hornet, А-4 и OV-10 в морском испытательном Центре. Имеет налёт более 4 000 часов на 48 различных типах самолётов.

## Подготовка к космическим полётам
В мае 1985 года был зачислен в отряд астронавтов НАСА в составе 10-го набора в качестве пилота. Стал проходить обучение по курсу Общекосмической подготовки (ОКП) с августа 1985 года. По окончании курсов, в июле 1986 года, получил квалификацию пилот шаттла и назначение в Отдел астронавтов НАСА. Он занимался вопросами: возвращаемые спутники, грузоподъёмность,  тестирование полётного программного обеспечения в Лаборатории интеграции электронного оборудования шаттлов, а также другая сопутствующая деятельность в Космическом Центре имени Кеннеди, штат Флорида. Был оператором связи в полётах шаттлов STS-28, -29, -30, -33 и -34. Кэмерон был помощником руководителя миссии ремонта телескопа Хаббл. В 1994 году Камерон стал первым Директором (по лётным операциям) НАСА, который побывал в Звёздном городке, Россия, где он прошёл обучение в Центре подготовки космонавтов имени Ю.А. Гагарина, ознакомился с сотрудниками, прошёл подготовку космонавтов для полётов на космических кораблях «Союз» и орбитальной станции «Мир», с системами корабля и прошёл подготовку и летал на самолёте L-39.

## Полёты в космос
- Первый полёт — STS-37 [4], шаттл «Атлантис». C 5 по 11 апреля 1991 года в качестве «пилота корабля». Основной целью миссии был запуск гамма-обсерватории Комптона[5], второй по величине из «Больших обсерваторий» НАСА (после Хаббла). Что примечательно, на то время обсерватория Комптона была самой большой полезной нагрузкой, когда либо запущенной космическими челноками — 17 тонн (в дальнейшем рекорд перешёл обсерватории Чандра с разгонным блоком — 22,7 тонны[6]). Продолжительность полёта составила 5 суток 23 часа 33 минуты[7].
- Второй полёт — STS-56 [8], шаттл «Дискавери». C 8 по 17 апреля 1993 года в качестве «командира корабля». Полёт был посвящён изучению озонового слоя атмосферы над северным полушарием с помощью лаборатории ATLAS-2. Её название является акронимом от Atmospheric Laboratory for Applications and Science (Лаборатория для фундаментальных и прикладных исследований атмосферы). Также экипаж шаттла вывел на орбиту научно-исследовательский спутник SPARTAN (англ. Shuttle Pointed Autonomous Research Tool for Astronomy) для наблюдения солнечной короны. После двух суток автоматической работы аппарата, он был захвачен манипулятором шаттла и возвращён в грузовой отсек «Дискавери»[9]. Во время полёта STS-56 астронавтам «Дискавери» впервые удалось связаться с орбитальной станцией «Мир» с помощью радиолюбительских средств связи. Продолжительность полёта составила 9 дней 6 часов 9 минут[10].
- Третий полёт — STS-74 [11], шаттл «Атлантис». C 12 по 20 ноября 1995 года в качестве «командира корабля». Это была вторая стыковка шаттла с орбитальной станцией «Мир». Продолжительность полёта составила 8 дней 4 часа 32 минуты[12].

Общая продолжительность полётов в космос — 23 дня 10 часов 15 минут.

## После полётов
Камерон покинул НАСА 5 августа 1996 года, перешёл на работу в «Hughes Training Inc.», в дочернюю компанию корпорации «General Motors», исполнительным Директором по операциям в Хьюстоне. В сентябре 1997 года Камерон был переведён в «Saab», в Швецию. По возвращении в США, Камерон работал в Техническом центре «General Motors» в городе Уоррен, штат Мичиган, недалеко от Детройта. После гибели шаттла «Колумбия» и её экипажа, Камерон вернулся в космическую отрасль в октябре 2003 года, в качестве главного инженера в НАСА в Центре безопасности, в Хэмптоне, штат Виргиния. В июне 2005 года Кэмерон был избран заместителем Директора по безопасности NESC, а в июне 2007 года он был переведён в офис NESC, в Космический Центр имени Джонсона в Хьюстон, штат Техас.
Камерон ушёл из НАСА в декабре 2008 года, перевёлся в корпорацию «Northrop Grumman», в Хьюстоне, где занял пост Директора по операциям аэрокосмических систем. В настоящее время Камерон владеет и летает на личном самолёте Cozy MK IV. Это экспериментальный винтокрылый самолёт из композитных материалов, из стекловолокна.

## Награды и премии
Награждён: Медаль «За космический полёт» (1991, 1993 и 1995), Медаль «За отличную службу» (США), Орден «Легион почёта», Крест лётных заслуг (США) (дважды), Медаль «За исключительные достижения» и многие другие.